# Сауце ди Чезана
Сауце ди Чезана (итал. Sauze di Cesana) је насеље у Италији у округу Торино, региону Пијемонт.
Према процени из 2011. у насељу је живело 65 становника. Насеље се налази на надморској висини од 1559 м.

## Становништво
Према резултатима пописа становништва 2011. у општини је живело 219 становника.
| 1931. | 1936. | 1951. | 1961. | 1971. | 1981. | 1991. | 2001. | 2011. |
| ----- | ----- | ----- | ----- | ----- | ----- | ----- | ----- | ----- |
| 231   | 261   | 240   | 227   | 167   | 160   | 153   | 186   | 219   |